# 三井三池三川炭鉱炭じん爆発
三井三池三川炭鉱炭塵爆発（みついみいけみかわたんこうたんじんばくはつ）は、1963年（昭和38年）11月9日に、福岡県大牟田市三川町の三井三池炭鉱三川坑で発生した炭塵による粉塵爆発事故である。
死者458名、一酸化炭素中毒（別名CO中毒）患者839名を出したこの事故は、戦後最悪の炭鉱事故・労災事故と言われている。

## 事故の経緯
1963年（昭和38年）11月9日15時12分、三井鉱山三池鉱業所三川鉱（三川坑）第一斜坑の坑口から約1,600メートル付近の斜坑で炭塵爆発が起きた。坑内で用いられていた石炭を満載したトロッコの連結が外れて火花を出しながら脱線、暴走し、これにより大量の炭塵がトロッコから坑内に蔓延した。この炭塵に引火爆発したのが原因である。
当時、坑内は約1,400人の労働者が従事していた。死者458名、救出された940名のうち一酸化炭素中毒患者839名を出した。
炭塵爆発によって、一酸化炭素が大量に発生した。当時の三川坑第一斜坑は入気斜坑であり、結果的に大勢の労働者がいる有明海海底の坑内現場に一酸化炭素を送り込んでしまったことが、多くの死者および一酸化炭素中毒患者を出すことに繋がった。死因の内訳は爆死した20人を除き、全員が一酸化炭素中毒死であった。
三井鉱山は15時40分に事故を認識したが、救助は遅滞した。爆発発生後、23名の三川鉱救護隊が最も早く17時28分に到着したが、これは事故発生から2時間以上経っての到着で、最も遅く到着した四山鉱救護隊は事故発生から7時間後に到着した。事故時の三川鉱坑内の一酸化炭素濃度は6 ％という高濃度で5 - 6時間滞留していたと推定されており、この救助の遅滞が被害者を増加させた。最終的には3,000人の救援隊による救出が行われた。
炭鉱には炭塵爆発事故の可能性が常にあるにもかかわらず、当時は「三池炭鉱に限って炭塵爆発事故など起きるはずがない」「実際に数十年も起きていない」などといった、ある種の安全神話のようなものがあった。加えて三池争議の結果、三井鉱山と労働組合間に齟齬が生じたままとなり、結果的に安全対策がおざなりになっていた。このようなことが事故そのものと初動救護の遅れの遠因となり、被害者を増やす要因になったともいえる。

## 事故の原因とその後の不可解な動向
当時、九州工業大学教授であった荒木忍は、事故の原因を次のように推測、結論づけている。
- 保安無視の生産第一主義
  - 炭塵爆発の防止策としての炭塵の除去と撒き水、岩粉の撒布を怠ったことにより、坑内に炭塵が蓄積されていた。
  - コスト削減から、ボタ積炭車の部品交換を怠っており、部品が劣化していた。
    - ボタ積炭車の連結環が破断したことにより脱線し、摩擦熱、あるいは摩擦火花が坑道内の炭塵に着火した。

一方、三井三池炭鉱側が雇った学者によれば、事故の原因は次のように推測、結論づけされている。
- 揚炭ベルトの上の原炭に付着していた炭塵に火花が着火した。
  - これは不可抗力による事故である。

福岡県警察・福岡地方検察庁は、荒木忍の鑑定結果を元に三井三池炭鉱幹部を起訴しようとした。ところが起訴に積極的な福岡地検検事多数が突然転勤させられることになった。新たに構成された福岡地検検事グループは、事故原因の科学的な立証はできない、と三井三池炭鉱幹部については不起訴処分とした。

## 三池一酸化炭素中毒訴訟
被害者やその家族・遺族との間で、一酸化炭素中毒の後遺症患者への補償のことで裁判を繰り広げた。
1987年7月20日、和解派の原告団（454人）は、福岡地方裁判所の提示した和解案（和解金総額約9.1億円）を受け入れ、和解が成立した。和解に加わらなかった32人の新原告団および本訴訟より先に提訴していた4家族との訴訟は継続した。
1993年3月26日の福岡地裁判決は、坑道内に多量の炭塵が堆積しないように管理する義務を怠っていたとして、会社の過失責任を認め損害賠償を命じた。1998年、最高裁判所で同判決は確定した。

## その後
- この炭じん爆発事故で三井三池炭鉱の経営体力は弱まり、閉山を早める結果となった。また、前述の三池争議で操業時の安全確保を要求に含め、会社や他の組合と対立した日本炭鉱労働組合（炭労）系の三井三池炭鉱労働組合も多くの組合員を失った。
- 詩人の吉野弘は、この事故により一酸化炭素中毒の後遺症患者となった元採炭夫の生活を題材とする「豊かに」という詩を残している[5]。
- 一酸化炭素中毒について、政府派遣調査団の医師は「短期間でほとんど回復するので心配ない」と繰り返し述べた。後遺症患者への補償は十分行われず、周囲からは「ガス患」と呼ばれ差別を受けた者も多かったといわれる。しかし、事故後50年を経過した2013年の新聞報道では、この時点でまだ80人以上の患者が闘病生活を送っていると伝えられた[9]。
- 大牟田市昭和町の延命公園の一角に、「三川鑛大災害殉職者慰霊碑」が建立されている。
- 2020年11月、現場の三川坑跡に「三川坑炭塵爆発慰霊碑」が建立された。建設資金はクラウドファンディングにて賄われた[10][11][12]。

## 三川坑
事故のあった三川坑は、三井鉱山三池鉱業所の一施設で、三池港の近くにある。第一斜坑・第二斜坑とがあり、いずれも坑口は幅約6m・高さ3.3mのアーチ型で、有明海の海底に向かって西へ、傾斜約11度、長さ2km以上の坑道が伸びている。
戦争遂行のため石炭増産が求められる中、1937年に建設が開始され、1940年に完成した。戦後復興期には三井鉱山の最主力坑となり、1949年に昭和天皇が入坑するほどであった。
1997年3月の三井三池炭鉱閉山後、その施設のいくつかは重要文化財・史跡・近代化産業遺産など文化財として登録され、2015年には「明治日本の産業革命遺産 製鉄・製鋼、造船、石炭産業」の一部として世界遺産にもなったが、いずれの場合でも三川坑はその対象とされていない。

## 備考
本事故と同じ日には、神奈川県横浜市鶴見区の国鉄東海道本線において死者161名を出す鶴見事故が発生しており、「血塗られた土曜日」「魔の土曜日」と呼ばれることとなった。